# Balatonberény

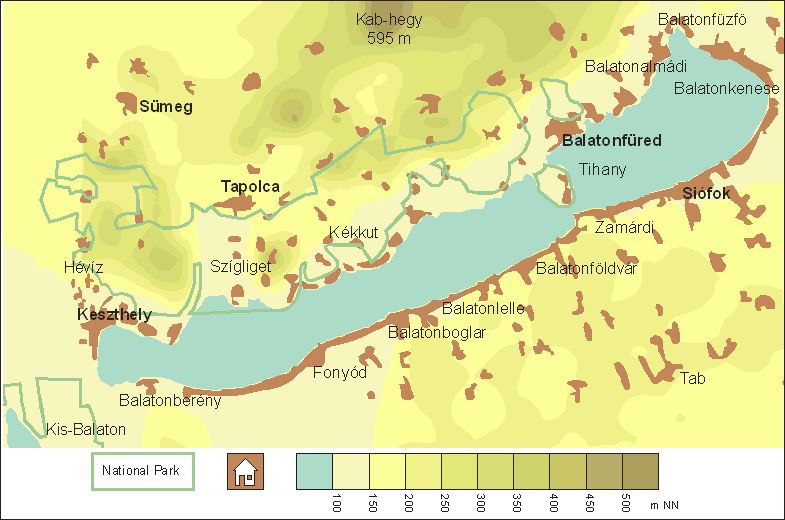
Balatonberény nad jeziorem Balaton

Balatonberény – miejscowość wypoczynkowa na Węgrzech, w komitacie Somogy, położona nad jeziorem Balaton, ok. 160 km na południowy zachód od Budapesztu. Populacja wynosi 1210 osób (2001).